# Simon Cauchemez
Simon Cauchemez est un chercheur en épidémiologie français, spécialisé dans la modélisation mathématique et l'analyse de données épidémiques complexes, au sein de l'Institut Pasteur. Il fait partie du conseil scientifique Covid-19 mis en place par le ministre de la Santé afin d'informer le gouvernement au cours de l'épidémie de SARS-Cov-2, pour la modélisation mathématique de l'épidémie.

## Biographie

### Épidémiologiste
Il est diplômé de l'ENSAE (1998- 2001) avant d'obtenir un DEA en biomathématiques en 2002, puis un doctorat en biostatistique appliquée à l'épidémiologie des maladies infectieuses en 2005 à l'INSERM. Il travaille à partir de 2005 à l'université Imperial College London en tant que post-doctorant au sein de l'équipe du professeur Neil Ferguson, puis comme professeur associé (senior reader). Il rejoint l'Institut Pasteur à Paris en 2013 pour y devenir le directeur de l'Unité de modélisation mathématique des maladies infectieuses qu'il a fondé. 
Son objectif de recherche est de proposer des méthodes mathématiques et statistiques pour aider les épidémiologues dans la gestion de nouvelles épidémies, en améliorant notamment leur compréhension de la propagation de pathogènes dans la population. Ces modèles permettent ainsi de quantifier l'impact d'interventions et de politiques publiques, afin d'optimiser des stratégies de contrôle de ces épidémies. Il a été impliqué dans la modélisation de la propagation de plusieurs maladies infectieuses, notamment l'épidémie de grippe A (H1N1) de 2009, du Chikungunya (2013-2014), du Zika (2015-2016) dans les Amériques, Ebola en Afrique (2013-2016) ainsi qu'une épidémie urbaine de peste au Madagascar (2017). 

### Expert face à la Covid-19
Il fait donc partie des experts épidémiologistes qui ne sont pas eux-mêmes médecins, mais mathématiciens et statisticiens. Il est un spécialiste des modélisations mathématiques des maladies et reconnu comme tel avant le début de l'épidémie de Covid-19. 
À l'occasion de cette crise, il est interrogé par les médias sur l'évolution de l'épidémie lors de ses différentes vagues, au printemps 2021,, pendant l'été 2021, à l'automne 2021,, et au printemps 2022. Il est parfois présenté sur la scène médiatique comme « le scientifique derrière les modèles de l'Institut Pasteur » ou « le modélisateur qui oriente le gouvernement »,. Il participe aussi au débat public en étant auditionné à l'Assemblée nationale et au Sénat et en s'exprimant lors de conférences disponibles en vidéo en ligne.

## Publications
En date du 18 décembre 2021, le site WorldCat recense 152 publications de tous formats (articles, livres, fichiers, archives) dont Simon Cauchemez est auteur ou co-auteur.

## Distinctions

### Décoration
- Chevalier de la Légion d'honneur par décret du 31 décembre 2021[26]

### Prix
- 2013 : lauréat de l'Académie nationale de médecine[27].
- 2017 : prix Thérèse Lebrasseur décerné par la Fondation de France[28].
- 2019 : prix Louis Daniel Beauperthuy décerné par l'Académie des sciences (France)[29].
- 2020 : prix Antoine Lacassagne, décerné par le Collège de France[30].
- 2021 : prix Lucien Tartois décerné par la Fondation pour la recherche médicale[31].